# اشتاینهایم، وستفالن
شهر اشتاینهایم، وستفالن (به آلمانی: Steinheim, Westphalia) در ایالت نوردراین-وستفالن در کشور آلمان واقع شده‌است.